# Masaki Aiba
Masaki Aiba (japonès: 相葉 雅紀)  (Chiba, 24 de desembre de 1982) és un cantant i actor japonès, membre del grup Arashi, que pertany a l'agència de talents masculins Johnny & Associates. Va entrar a l'agència com a part dels Johnny's Jr. l'any 1996, amb catorze anys. Va ser escollit membre d'Arashi el 1999, grup amb el qual va debutar el novembre d'aquell any amb el senzill A·RA·SHI. Des d'ençà aleshores, si bé ja anteriorment havia fet aparicions a televisió, va aparèixer més a dorames i altres programes, i es va fer bastant conegut a través d'alguns d'ells. El novembre del 2014 va protagonitzar per primera vegada en solitari una pel·lícula, Miracle.

## Filmografia

### Cinema
| Any  | Títol                                     | Paper          | Notes                  |
| ---- | ----------------------------------------- | -------------- | ---------------------- |
| 1998 | Shinjuku Shōnen Tantei-dan                | Sōsuke Hashiba |                        |
| 2002 | Pikanchi Life Is Hard Dakedo Happy        | Shun Okano     | Lead role              |
| 2004 | Pikanchi Life Is Hard Dakara Happy        | Shun Okano     |                        |
| 2007 | Kiiroi Namida                             | Shōichi Inoue  |                        |
| 2011 | Nippon Rettou: Ikimonotachi no Monogatari |                | Narrador de documental |
| 2014 | Pikanchi Life Is Hard Tabun Happy         | Shun Okano     |                        |
| 2014 | Miracle Debikuro-kun no Koi to Mahou      | Hikari         |                        |